# The Matchmakers
The Matchmakers è un cortometraggio muto del 1915 diretto da George Ridgwell.

## Produzione
Il film fu prodotto dalla Edison Company.

## Distribuzione
Distribuito dalla General Film Company, il film - un cortometraggio in tre bobine - uscì nelle sale cinematografiche degli Stati Uniti il 31 dicembre 1915. Ne venne fatta una riedizione che uscì il 2 maggio 1916.